# Platzer Fastigheter
Platzer Fastigheter är ett svenskt fastighetsbolag grundat 1966 och med namnet Platzer sedan 1969. Det har sitt säte i Göteborg och har verksamheten koncentrerad till Göteborgsområdet. VD för bolaget är Per-Gunnar Persson sedan 2015.
Platzer är ett av de större fastighetsbolagen i Göteborgsområdet. Man äger eller förvaltar kommersiella lokaler på cirka 800 000 kvadratmeter, utspridda över 63 fastigheter. Moderbolaget i koncernen är sedan 2013 noterat på Nasdaq Stockholms Mid Cap-lista.
Fastigheterna är i första hand koncentrerade till centrala och västra Göteborg. I Norra Gårda och Högsbo är Platzer den största fastighetsförvaltaren.

## Historik
Bolaget bildades 1969 under namnet Platzer Bygg AB, i samband med sammanslagningen av tre olika företag med koppling till norra, östra respektive västra Sverige. Dagens bolag (nummer 556102-5692) registrerades dock redan 1966.
Gränges tog kontroll över bolaget 1974, efter att man köpt upp 70 procent av aktierna. Fem år senare blev Platzer ett helägt dotterbolag inom Grängeskoncernen.
Företagsledningen i Platzer köpte 1983 upp samtliga aktier, via ett samarbete med Investment AB D Carnegie & co. Därefter gjordes en nyemission, och bolaget introducerades april samma år på OTC-listan.
År 1988 såldes verksamheten i Norrland, och Platzer koncentrerade sig därefter till företagssektorn i Stockholm och Göteborg. Tre år senare noterades bolaget på Stockholms Fondbörs A1-lista.
Platzer, som från början varit ett byggbolag, avyttrade 1996 sin byggrörelse i Göteborg till Selmer ASA. Året efter sålde man motsvarande verksamhet i Stockholm till Peab Öst AB. Samma år övertog man Storhedens förvaltningsfastigheter i Västsverige. Året efter ändrade man sitt namn efter sin nya huvudverksamhet till det nuvarande Platzer Fastigheter AB, och 1998 flyttade bolaget också sin ledning och administration från Stockholm till Göteborg.
Det skedde flera uppköpsförsök av Platzer 2001. Efter ett inledande bud från Fastighets AB Tornet kom ett motbud från Ernströmgruppen AB, vilken därefter förvärvade hela Platzer. Den 6 augusti avnoterades Platzer så från Stockholmsbörsen.
Under de kommande åren ägnade sig Platzer åt, att koncentrera sin verksamhet till Göteborgsregionen.
År 2007 inleddes ett samarbete med Länsförsäkringar Göteborg och Bohuslän. De två företagen bildade ett hälftenägt bolag, i samband med att Platzer sålde alla sina fastigheter i Högsbo, Sisjön och Åbro till Länsförsäkringar. Året därpå ombildades Platzer Fastigheter, efter en fastighetsaffär mellan Ernströmsgruppen, Brinova och Länsförsäkringar Göteborg och Bohuslän. Affären omfattade 44 fastigheter med en yta av drygt 280 000 kvadratmeter.
Platzer köpte 2012 nio göteborgska fastigheter med en total yta på 91 000 kvadratmeter. Därmed ökade man sitt fastighetsbestånd till 400 000 kvadratmeter. Samma år genomfördes också en nyemission, vilket utökade mängden ägare av bolaget. År 2013 börsintroducerades Platzer på nytt, genom att koncernens moderbolag Platzer Fastigheter Holding AB (publ) kom att noteras på Stockholmsbörsens "Mid Cap"-lista.
Platzer Fastigheter AB ingår 2015 som ett bolag under moderbolaget Platzer Fastigheter Holding AB (publ).
Sedan 15 oktober 2019 är företaget inte längre organiserat i geografiska marknadsområden utan i segmenten kontor respektive industri/logistik.
Platzer Fastigheter Holding
- AB Platzer Alpha
  - Platzer Fastigheter Aktiebolag
    - AB Platzer Gamma
    - Platzer Finanskonsult Aktiebolag